# Mistrovství Slovenska 1941-1942
La Mistrovství Slovenska 1941-1942 fu la quarta edizione del campionato slovacco di calcio. La competizione fu vinta dallo Slovan Bratislava, che conquistò il titolo per la terza volta nella sua storia. Il torneo si svolse con girone unico a 12 squadre, con partite di andata e ritorno.

## Classifica finale
| Pos | Squadra              | G  | V  | N | P  | GF | GS | Pt |
| --- | -------------------- | -- | -- | - | -- | -- | -- | -- |
| 1   | Slovan Bratislava    | 22 | 13 | 5 | 4  | 82 | 35 | 31 |
| 2   | FC Vrútky            | 22 | 13 | 3 | 6  | 62 | 42 | 29 |
| 3   | Žilina               | 22 | 10 | 4 | 8  | 57 | 44 | 24 |
| 4   | Svit Batizovce       | 22 | 9  | 6 | 7  | 49 | 40 | 24 |
| 5   | AC Považská Bystrica | 22 | 9  | 5 | 8  | 52 | 41 | 23 |
| 6   | TTS Trenčín          | 22 | 9  | 5 | 8  | 44 | 51 | 23 |
| 7   | Spartak Trnava       | 22 | 9  | 4 | 9  | 47 | 48 | 22 |
| 8   | VAS Bratislava       | 22 | 9  | 3 | 10 | 46 | 61 | 21 |
| 9   | Ružomberok           | 22 | 8  | 3 | 11 | 51 | 56 | 19 |
| 10  | Tatran Prešov        | 22 | 7  | 5 | 10 | 50 | 58 | 19 |
| 11  | Spišská Nová Ves     | 22 | 5  | 5 | 12 | 28 | 62 | 15 |
| 12  | ASO Bratislava       | 22 | 5  | 4 | 13 | 39 | 69 | 14 |

## Verdetti
- Slovan Bratislava campione di Slovacchia 1941-1942.
- Spišská Nová Ves e ASO Bratislava retrocesse.